# 佐竹義都
佐竹 義都（さたけ よしくに）は、江戸時代中期の大名。出羽久保田新田藩の初代藩主。佐竹式部少輔家2代。官位は従五位下・式部少輔。

## 生涯
佐竹義寘の長男。
父・義寘は久保田藩主・佐竹義隆の長男であったものの庶子であり家督を相続できなかった。天和2年（1682年）12月21日、第5代将軍・徳川綱吉に御目見する。元禄元年（1688年）3月1日、小姓となる。同年4月12日、解任される。元禄14年（1701年）2月11日、久保田藩主・佐竹義処から1万石を分与された。宝永6年（1709年）3月7日、従五位下式部少輔に叙任される。享保5年（1720年）11月27日、隠居して長男・義堅に家督を譲る。
享保9年（1724年）4月23日、乱心のために幽居の身となり、同年6月28日に江戸深川邸において囲いの身となる。享保10年（1725年）2月15日死去。享年61。